# Eriopyga enages
Eriopyga enages là một loài bướm đêm trong họ Noctuidae.